# Torcitura
La torcitura è una lavorazione che viene praticata nella produzione dei filati. È una fase fondamentale della filatura, conferisce coesione e resistenza al filo grazie alla torsione.
Per trasformare una massa di fibre in un filato l'operazione indispensabile è la torcitura.
Il filato è il prodotto derivato dall'unione di una grande quantità di fibre tessili che, generalmente, presenta caratteristiche di sofficità a differenza del filo che è sottile, di lunghezza teoricamente illimitata, formato da una o più bave di seta o di fibre sintetiche o artificiali.
Ma anche quando la materia di partenza è il filo continuo (ad esempio per le fibre naturali quali la seta) è indispensabile passare dalla fase di torcitura perché la torsione conferisce una maggiore coesione. Aumenta così la resistenza del filo e viene impedita la separazione delle bavelle.
La torcitura si realizza imprimendo una torsione al filo di seta (oppure artificiale o sintetico)  per permettere di ottenere tessuti con caratteristiche diverse.
In Europa la prima diffusione dei filatoi dove realizzare tale operazione risale al tredicesimo secolo, quando  compaiono i torcitori circolari che venivano chiamati anche “mulini da seta”.

## Z o S

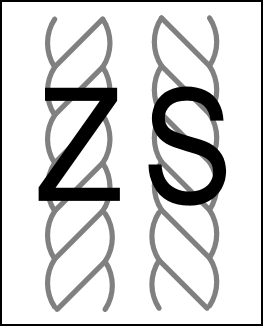
Torsione del filato a Z e a S

Il verso di rotazione delle macchine può essere in senso orario o antiorario.
Per tradizione il prodotto si denomina come:
- filato: torsione a “z”
- torto: torsione a “s”.

## Ritorcitura
Per ottenere la stabilizzazione dei filati, una maggiore titolazione o aumentarne la resistenza, due o più capi vengono accoppiati e sottoposti ad una nuova torsione, operazione chiamata ritorcitura o binatura. Si sono poi introdotte nuove tecniche come la testurizzazione e la falsa-torsione.